# Wojciech Kraj
Wojciech Eugeniusz Kraj (ur. 13 lipca 1952 w Pabianicach) – polski urzędnik i dyplomata, konsul generalny RP w Barcelonie (1995–1997). 

## Życiorys
Wojciech Kraj pochodzi z Pabianic. Maturę zdał w tamtejszym I Liceum Ogólnokształcącym (1971). Ukończył studia politologiczne na Uniwersytecie Warszawskim. Bezpośrednio po nich powołany do Studium Oficerów Rezerwy. Był tłumaczem w polskich kontyngentach wojskowych w Ismaili w Egipcie oraz w Damaszku w Syrii (1975–1976).
Całą karierę zawodową związany był z Ministerstwem Spraw Zagranicznych. Dwukrotnie kierował Wydziałem Konsularnym Ambasady w Madrycie (1982–1986 oraz od 1990). Podczas pierwszego pobytu w Madrycie był jednocześnie oficer operacyjnym tamtejszej rezydentury. Funkcjonariusz I Departamentu Ministerstwa Spraw Wewnętrznych. W 1995 powierzono mu utworzenie Konsulatu Generalnego w Barcelonie, którym kierował do czerwca 1997. W centrali pracował m.in. w Departamencie Konsularnym oraz jako wicedyrektor Biura Informatyki i Łączności (od lutego 1998). Od 2001 do co najmniej 2005 był kierownikiem w stopniu I radcy Wydziału Konsularnego Ambasady w Kopenhadze. Następnie pracował w Konsulacie Generalnym w Sztokholmie (ok. 2009–2011). Ok. 2015–2017 sprawował funkcję kierownika Wydziału Konsularnego Ambasady RP w Rydze. 
Syn Eugeniusza i Barbary. Od 1974 żonaty z Tatianą. Ojciec syna i córki. Zna angielski i hiszpański.